# 戲畫 (遊戲品牌)
戲畫（日語：戯画）是TGL於1993年成立的美少女遊戲品牌，早期作品發佈在PC-98平台，隨著PC-98平台沒落，1998年轉在Microsoft Windows開發作品。2022年11月22日宣布将于2023年3月31日结业，停止游戏的开发与发售。
戲畫因擁有數個製作生產線，一年內約有平均4、5部作品，在一個製造商平均一年只有一、兩部作品的18禁遊戲的業界中是非常多產，較有代表性的作品是TEAM BALDRHEAD開發的遊戲和外注劇本家丸戶史明的作品。然而戲畫總體作品的質素並不安定，部分人稱質素不佳的作品為「戲畫地雷」，此詞曾出現在Minato Soft的《你是主人我是僕》動畫版第六集；也有在戲畫自己的《公主大人，請手下留情！》的附加劇本中隱約提到。

## 作品列表

### Variable Geo系列
- （1993年7月9日發售）
- （1994年11月25日發售）
- （1995年12月22日發售）
- V.G.Perfect Collection（1996年11月22日發售）
- V.G.CUSTOM（1999年2月19日發售）
- V.G.MAX（1999年9月10日發售）
- V.G.Adventure（2000年3月17日發售）
- V.G.Re-birth（2001年9月28日發售）
- （2002年3月21日發售）
- V.G.NEO（2003年12月19日發售）

### BALDR系列
- BALDRHEAD～武裝金融外傳～（1999年7月2日發售）
- 裝甲姬 Baldr Fist（1999年12月10日發售）
- 機甲戰線
  - 機甲戰線（BALDR BULLET）（2000年10月27日發售）
  - 機甲戰線 REVELLION（BALDR BULLET REVELLION）（2006年9月29日發售）（前作重製）
- BALDR FORCE（2002年11月1日發售）
  - BALDR FORCE EXE（2003年1月24日發售）
  - BALDR FORCE collection disc（2003年1月24日發售）（把BALDR FORCE更新成BALDR FORCE EXE的資料片）
  - BALDR FORCE EXE（2003年12月5日發售）（廉價版）
- Xross Scramble（初回版2007年4月27日發售，通常版2007年5月25日發售，包括DUEL SAVIOR系列的fandisk）
- BALDR SKY
  - BALDR SKY Dive 1 "Lost Memory"（2009年3月27日發售）
  - BALDR SKY Dive 2 "RECORDARE"（2009年11月27日發售）
  - BALDR SKY DiveX "DREAM WORLD"（2010年9月24日發售）
- BALDR SKY ZERO（2013年9月27日發售）
- BALDR SKY ZERO2（2014年3月28日發售）
- BALDR HEART（2016年8月26日發售）
  - BALDR HEART EXE（2016年12月22日發售）
- BALDR BRINGER（2017年10月27日發售）
  - BALDR BRINGER EXTEND CODE（2018年5月25日發售）

### DUEL SAVIOR系列
- DUEL SAVIOR（2004年10月1日發售）
- DUEL SAVIOR JUSTICE（2005年7月29日發售）
- Xross Scramble（初回版2007年4月27日發售，通常版2007年5月25日發售，包括BALDR系列的fandisk）

### Colorful系列
- Colorful Kiss ～12コの胸キュン!～（2003年3月14日發售）
- Colorful Heart ～12コのきゅるるん♪～（2004年2月6日發售）
- Colorful Wish ～12コのマジ★キュン!～（2008年4月25日發售）

### Chocolat系列
- （2002年4月5日發售）
- Chocolat ～maid cafe "curio"～（2003年4月4日發售）
  - Chocolat ～maid cafe "curio"～ Re-order（2021年3月26日發售）
- Parfait ～chocolat second brew～（2005年3月25日發售）
  - Parfait Remake（2021年3月26日發售）
- 青空下的約定（2006年3月31日發售）
- Fossette - Cafe au Le Ciel Bleu -（2006年12月22日發售）

### STEAM HEART'S系列
- STEAM HEART'S（1994年3月11日發售）
- STEAM-HEART'S Perfect Collection.（1997年6月13日發售）

### HARLEMBLADE系列
- HARLEMBLADE ～The Greatest of All Time.～（1996年4月26日發售）（PC-9801版、Windows95版)
- HARLEMBLADE ～The Greatest of All Time.～（1996年3月7日發售）
- PureMind ～Prelude to HARLEMBLADE～（1999年10月29日發售）
- 黎明聖記（2000年3月3日發售）

### For Season系列
- （1998年9月25日發售）
- For Season Perfect Collection.DX（1999年5月28日發售）
- （2000年9月29日發售）

### Kiss系列
- ホチキス（日语：ホチキス (ゲーム)）（2012年2月24日發售）
- 祝吻之鈴鐺（2012年12月14日發售）
- キスアト（日语：キスアト）（2014年1月31日发售）
- ハルキス（日语：ハルキス (ゲーム)）（2015年1月30日發售）
- 回吻（2016年3月25日發售）
- （2017年3月24日發售）
- （2018年3月23日發售）
- （2019年10月25日發售）
- （2020年2月28日發售）
- （2020年11月27日發售）
- （2021年7月21日發售）
- （2022年3月25日發售）
  - （2023年1月27日發售）

### 人機系列
- JINKI EXTEND Re:VISION（2010年11月26日发售）
- JINKI RESURRECTION（2020年3月27日發售）
- JINKI -Unlimited-（2023年1月27日發售）

### 獨立作品
- （1995年10月27日發售）（PC-9801版、Windows95版）
- Metamorphosing ～Fifth Entrance of ForSeason～（2000年2月4日發售）
- （2001年1月26日發售）
- （2001年11月2日發售）
- Platinum（2001年12月7日發售）
- AQUA BLUE（2002年12月20日發售）
- （2003年10月3日發售）
- MOE Love 夏色萌黃寮（2004年2月27日發售）
- 木苺（2004年8月27日發售）
- （2004年11月26日發售）
- （2005年2月25日發售）
- angel breath（2006年2月24日发售）
- Cheerful!（2007年1月26日發售）
- Xross Scramble（初回版2007年4月27日/通常版2007年5月25日发售）
- 公主大人，請手下留情！（2007年9月28日發售）
- OTOME CRISIS（オトメクライシス）（2008年3月28日發售）
- （2008年11月28日發售）
- （2009年2月27日發售）
- Curefull!（2010年1月25日發售）
- bitter smile.（2010年6月25日發售）
- （2011年2月25日发售）
- （2011年9月22日发售）
- MATERIAL BRAVE（2012年3月23日发售）
- 女友總是伴身旁（2012年9月28日发售）
- MATERIAL BRAVE Ignition（2013年1月25日发售）
- （2014年6月27日发售）
- （2014年9月26日發售）
- （2014年12月19日發售）
- （2015年3月27日發售）
- 戀愛階段（2015年9月25日發售）
- 她的撒嬌方式。（2016年2月26日發售）
- 被妳的眼神所打動（2017年1月27日發售）
- 陪睡女友～緊緊抱著你～（2018年1月26日發售）
- love clear（2019年1月25日發售）
- 青夏轨迹（2019年3月29日發售）
- 玻璃公主與鏡之從者（2021年1月29日發售）
- （2021年2月26日發售）
  - （2021年11月26日發售）
- （2022年12月23日發售）

### プレカノ
- となりに彼女のいる幸せ ～Two Farce～（2017年8月25日發售）
- あざやかな彩りの中で、君らしく（2017年11月24日發售）
- 見鏡澄香の制服活動（2018年1月26日発売）
- となりに彼女のいる幸せ ～Winter Guest～（2018年2月23日發售）
- ボクと彼女の研修日誌（2018年3月30日發售）
- アエリアル・ライフ（2018年9月28日發售）
- アママネ（2019年2月28日發售）
- ボクと彼女(女医)の診察日誌（2019年3月29日發售）
- となりに彼女のいる幸せ ～Summer Surprise～（2019年4月26日發售）
- アイカノ ～雪空のトライアングル～（2019年5月31日發售）
- ChuSingura46+1 わっちとお兄ちゃんのラブラブ長屋生活（2019年11月29日發售）
- おにあま -わたしに甘えて、お兄ちゃん♡-（2020年1月31日發售）
- オトメ☆アップデート
- となりに彼女のいる幸せ ～Curious Queen～（2020年4月24日發售）
- アママネ2（2020年9月25日發售）
- 経験ゼロなクラスメイトπ（2021年10月29日發售）
- キスから始まるギャルの恋（2021年12月24日發售）
- 姫宮さんはかまいたい（2022年3月25日發售）

### Feat.品牌
EXA
- （2005年9月9日發售）
- （2008年2月29日發售）

Fizz
- 戀桃（2005年11月25日發售）

Rondbell
- （2006年1月27日發售）

STRIPE
- Blue Destiny（2006年6月30日發售）
- SPECALITE!（2007年8月24日發售）

Pizzicato
- （2006年7月28日發售）

daisy
- （2006年11月10日發售）

言葉
- 夢起樹倒山羊跳（2007年3月23日發售）
- Lucky×Cross（2008年6月27日發售）

Sky-High
- 向彗星許願（2007年4月20日發售）

Gimlet
- （2008年4月11日發售）

ナタデココ
- （2009年5月29日發售）

フェルミ
- （2008年2月27日發售）

HUG
- （2009年7月31日發售）

ARMONICA
- Skyprythem（2009年10月30日發售）

AIGIS
- 戀愛少女與守護之盾 Re:boot The "SHIELD-9"（2020年3月27日發售）（AXL）

## 外部連結
- 官方網站 （页面存档备份，存于）（日語）
- 戲畫的X（前Twitter）（日語）
- YouTube上的戯画（日語）